# Samuel Beijer
Samuel Beijer, född 15 juni 1982, är en svensk armborstskytt. Beijer tävlar i den medeltida klassen och tillhör Gutars bågskyttar.

## Meriter
- VM-guld i 3D 2007 (individuellt)
- VM-silver i 3D 2007 (i lag tillsammans med Rolf Hallin och Gustav Malmborg.)
- SM-guld i 3D 2007 (individuellt)
- SM-silver i 3D 2007 (i lag tillsammans med Rolf Hallin och Gustav Malmborg.)
- SM-silver inomhus 2007